# إسرائيل اديرامو
إسرائيل اديرامو (بالإنجليزية: Israel Aduramo)‏ هو ممثل بريطاني، ولد في 28 ديسمبر 1968 في المملكة المتحدة.

## وصلات خارجية
- إسرائيل اديرامو على موقع IMDb (الإنجليزية)
- إسرائيل اديرامو على موقع قاعدة بيانات الأفلام العربية
- إسرائيل اديرامو على موقع ألو سيني (الفرنسية)
- إسرائيل اديرامو على موقع أول موفي (الإنجليزية)
- إسرائيل اديرامو على موقع قاعدة بيانات الأفلام السويدية (السويدية)
- إسرائيل اديرامو على موقع قاعدة بيانات الفيلم (الإنجليزية)
- إسرائيل اديرامو على موقع كينوبويسك (الروسية)